# Вулиця Спадиста (Тернопіль)
Вулиця Спадиста — вулиця у житловому масиві «Дружба» міста Тернополя.

## Відомості
Розпочинається від Майдану Перемоги, пролягає на північний схід до вулиці Чумацької, де і закінчується. Довжина вулиці — близько 180 м. На вулиці переважають приватні будинки, є одна багатоповерхівка.